# Заводское (Алтайский край)
Заводское — село в Троицком районе Алтайского края, административный центр сельского поселения Заводской сельсовет.

## География
Расположен в центральной части края, на высоте 254 м над уровнем моря..
Климат
Климат резко континентальный. Средняя температура января −19 °C, июля +19,9 °C. Годовое количество атмосферных осадков 450 мм.

## История
Посёлок основан в 1939 году.

## Население
| 1997  | 1998  | 1999  | 2000  | 2001  | 2002  | 2003  | 2004  | 2005  |
| ----- | ----- | ----- | ----- | ----- | ----- | ----- | ----- | ----- |
| 1886  | ↘1864 | ↗1883 | ↗1886 | ↘1871 | ↘1772 | ↘1749 | ↘1715 | →1715 |
| 2006  | 2007  | 2008  | 2009  | 2010  | 2011  | 2012  | 2013  |       |
| ↘1633 | ↘1590 | ↗1628 | ↘1557 | ↘1379 | ↘1373 | ↘1331 | ↘1290 |       |

Национальный состав
Согласно результатам переписи 2002 года, в национальной структуре населения русские составляли 95 %.

## Инфраструктура
Администрация поселения, почта, школа.

## Транспорт
Заводское доступно автомобильным транспортом. 
Проходит автодорога межмуниципального значения «а/д Р-256 — Гордеевский — Заводское — Куличье — Озеро-Петровское» (идентификационный номер 01 ОП МЗ 01Н-5104).